# Episodi di Regular Show (seconda stagione)
La seconda serie di Regular Show è stata trasmessa su Cartoon Network negli Stati Uniti d'America a partire da novembre 2010, in Italia nel dicembre 2010.
| nº | Titolo originale      | Titolo italiano            | Prima TV USA     | Prima TV Italia  |
| -- | --------------------- | -------------------------- | ---------------- | ---------------- |
| 1  | Ello Gov'nor          | Ciao, governatore!         | 29 novembre 2010 | 20 dicembre 2010 |
| 2  | It's Time             | Indietro nel tempo         | 3 gennaio 2011   | 10 ottobre 2011  |
| 3  | Appreciation Day      | Targhe al merito           | 10 gennaio 2011  | 10 ottobre 2011  |
| 4  | Peeps                 | Vigil                      | 17 gennaio 2011  | 10 ottobre 2011  |
| 5  | Dizzy                 | Giravolte liberatorie      | 24 gennaio 2011  | 17 ottobre 2011  |
| 6  | My Mom                | Mamma è sempre la mamma    | 31 gennaio 2011  | 17 ottobre 2011  |
| 7  | High Score            | Punteggio da record        | 7 febbraio 2011  | 17 ottobre 2011  |
| 8  | Rage Against the TV   | Rabbia contro la TV        | 14 febbraio 2011 | 24 ottobre 2011  |
| 9  | Party Pete            | Una festa esplosiva        | 21 febbraio 2011 | 24 ottobre 2011  |
| 10 | Brain Eraser          | Cancella-Ricordi           | 25 febbraio 2011 | 24 ottobre 2011  |
| 11 | Benson Be Gone        | Benson se ne va            | 28 febbraio 2011 | 31 ottobre 2011  |
| 12 | But I Have a Receipt  | Ma ho la ricevuta!         | 7 marzo 2011     | 31 ottobre 2011  |
| 13 | This Is My Jam        | È la mia canzone!          | 28 marzo 2011    | 31 ottobre 2011  |
| 14 | Muscle Woman          | La fidanzata di Muscle Man | 4 aprile 2011    | 7 novembre 2011  |
| 15 | Temp Check            | Doug                       | 11 aprile 2011   | 7 novembre 2011  |
| 16 | Jinx                  | Parola bloccata            | 18 aprile 2011   | 7 novembre 2011  |
| 17 | See You There         | Ci vediamo lì              | 25 aprile 2011   | 14 novembre 2011 |
| 18 | Do Me a solid         | Fammi un favore!           | 2 maggio 2011    | 14 novembre 2011 |
| 19 | Grave Sights          | Film dell'orrore           | 9 maggio 2011    | 14 novembre 2011 |
| 20 | Really Real Wrestling | Vero wrestling dal vivo    | 16 maggio 2011   | 21 novembre 2011 |
| 21 | Over the Top          | Braccio di ferro           | 23 maggio 2011   | 21 novembre 2011 |
| 22 | The Night Owl         | Il lavoro di squadra       | 30 maggio 2011   | 21 novembre 2011 |
| 23 | A Bunch of Baby Ducks | Un gruppo di pulcini       | 6 giugno 2011    | 28 novembre 2011 |
| 24 | More Smarter          | Il più intelligente        | 13 giugno 2011   | 28 novembre 2011 |
| 25 | First Day             | Il primo giorno            | 11 luglio 2011   | 28 novembre 2011 |
| 26 | Go Viral              | Video su internet          | 18 luglio 2011   | 5 dicembre 2011  |
| 27 | Skunked               | La puzzola                 | 25 luglio 2011   | 5 dicembre 2011  |
| 28 | Karaoke Video         | Il karaoke                 | 1º agosto 2011   | 5 dicembre 2011  |

## Ciao, governatore!
Mordecai e Rigby guardano un film che parla di un taxi inglese posseduto da un fantasma. Rigby si spaventa molto e vede il taxi inglese dovunque va. Mordecai cerca di fargli passare questa paura con vari metodi. Ad un certo punto decide di fare un giro in taxi con Pops, ma il taxi posseduto compare all'improvviso e insegue Mordecai, Rigby e Pops. Rigby deve salvare sé e i suoi amici.

## Indietro nel tempo
Mordecai è geloso perché Rigby è riuscito ad avere un appuntamento con Margaret. Egli cerca quindi d'impedirgli di vedere che ore sono e distrugge tutti gli orologi. I due vengono trasportati in un'altra dimensione dove Mordecai per sbaglio uccide Rigby. Poco dopo se ne pente e Padre Tempo lo manda indietro nel tempo per sistemare ciò che è accaduto.

## Targhe al merito
Al parco tutti tranne Mordecai e Rigby ricevono le targhe al merito perché secondo Benson i due sono solo due fannulloni. Allora Mordecai e Rigby scrivono nel registro del parco che loro sono i migliori lavoratori, svolgono tutti i lavori, anche quelli più faticosi e che Skips una volta si è rotto una gamba, ma loro due lo hanno portato all'ospedale mentre venivano attaccati da un mostro di ghiaccio. Tutto ciò però si avvera.

## Vigil
Benson è stanco per il fatto che Mordecai e Rigby non svolgono mai i lavori, allora compra "Vigil" (un sistema di vigilanza per controllare il lavoro). Mordecai e Rigby cercano sempre di distruggere le telecamere allora Benson ordina il vero Vigil (un bulbo oculare gigantesco che spia tutti). Per sbarazzarsene Mordecai e Vigil fanno una gara a chi guarda fisso negli occhi. Se Mordecai vincerà Vigil se ne andrà, ma se vince Vigil dovrà prendere tutti gli occhi.

## Giravolte liberatorie
Il signor Maellard, che è il padre di Pops e proprietario del parco, vuole che il figlio faccia un bel discorso in pubblico. Però Pops non se la sente, allora Mordecai e Rigby lo aiutano a superare la sua paura. Dopo vari tentativi i due suggeriscono di fare delle giravolte, questo metodo funziona ma Pops cade e sviene. Sogna di essere in uno strano posto dove fare discorsi in pubblico è vietato. Mordecai e Rigby cercano di farlo uscire dalla sua mente.

## Mamma è sempre la mamma
Siccome Mordecai e Rigby non riescono a svolgere bene i loro lavori, Benson dice a Muscle Man e a Batti Cinque di sorvegliarli. I due però sono insopportabili secondo Mordecai e Rigby, soprattutto Muscle Man per quella battuta sulla madre che fa "Mia madre!". Avendo passato tutta la giornata con loro capiscono che, invece, sono divertenti. Mordecai però decide di dire a Muscle Man che la sua battuta è pessima e comincia farne altre con "Tua madre!" invece di "Mia madre!" per fargli capire che sbagli sempre. Muscle Man però si arrabbia e chiama suo fratello per dare una lezioncina a Mordecai e Rigby.

## Punteggio da record
Mordecai e Rigby sono stufi dalla mancanza di rispetto che ricevono dalla gente, in particolare da Benson, allora decidono di battere i punteggi più alti totalizzati da due ragazzini maleducati in un videogioco del bar in cui lavora Margaret. Ma poi Mordecai e Rigby devono battere il più grande videogiocatore (Garret Boby Ferguson, una grossa barbuta faccia che viene da un altro mondo per difendere il suo punteggio che è il record universale).

## Rabbia contro la TV
Mordecai e Rigby stanno per battere The Hammer, l'avversario da sconfiggere nell'ultimo livello di un videogioco, quando il televisore comincia a non funzionare. Chiedono ai loro amici se possono prestare loro una televisione funzionante, ma nessuno fa al caso loro. Alla fine decidono di comprare il televisore più economico (in bianco e nero). Questa TV però ha dei cavi davvero strani, quindi chiedono aiuto agli altri, ma finiscono per liberare The Hammer nel mondo reale.

## Una festa esplosiva
Quando Benson prende la serata libera, Mordecai e Rigby decidono di organizzare una festa. Siccome non riescono a dare il via al loro party chiamano Party Pete per rendere la festa più movimentata. Dopo una chiamata sospettosa a casa, Benson decide di andare ad indagare al parco, così Mordecai e Rigby devono porre fine alla festa, ma scopriranno che Party Pete diventa inarrestabile quando beve troppe lattine di una soda chiamata "RadiCola".

## Cancella-Ricordi
Mordecai vede per sbaglio Pops nudo e rimane sconvolto. Cerca di non pensarci più. Rigby da lui una mano comprando la videocassetta di un anime chiamato "I cacciatori di pianeti luminosi". Quando Mordecai vede questo anime, la videocassetta risucchia la mente di Mordecai e quest'ultimo rimane letteralmente senza cervello. Per risolvere questo problema Rigby e Skips guarderanno anche loro la videocassetta ed una volta entrati all'interno del mondo dei ricordi di chi ha guardato quell'anime entrano nei ricordi di Mordecai per cancellare il momento in cui ha visto Pops svestito.

## Benson se ne va
Dopo che Mordecai e Rigby causano parecchi disastri al parco, il signor Maellard incolpa Benson dato che quest'ultimo è il direttore del parco e si deve assumere le responsabilità. Così Maellard degrada Benson e lo manda a lavorare con Mordecai e Rigby e assume una donna di nome Susan come nuova direttrice. Quando Benson si accorgerà dello stile di vita di Mordecai e Rigby diventerà anche lui un fannullone e per questo verrà licenziato. Quando Benson riprova a riottenere il vecchio lavoro scopre però che Susan è un gigantesco demone che trasforma i dipendenti del parco in suoi cloni. Benson dovrà risolvere il guaio.

## Ma ho la ricevuta!
Mordecai e Rigby comprano in un negozio un gioco di ruolo, ma purtroppo il prodotto non soddisfa gli interessi di loro due e tutto il gruppo del parco. Così dopo che il gestore del negozio gli negherà il rimborso loro faranno di tutto per averlo.

## È la mia canzone!
Mentre Rigby e Mordecai sistemano il tetto della casa, trovano una videocassetta rovinata. Rigby la ascolta e ne diventa matto, i giorni seguenti continua a cantare la canzone ovunque cosa faccia, Mordecai decide di fargli ascoltare un'altra canzone per toglierli il tormentone tuttavia la bocca di Rigby inizia a rilasciare il ritornello della canzone da solo, ad un certo punto dalla sua bocca fuoriesce una videocassetta umana venuta per perseguitarli. I dipendenti del parco si stancano, Benson ordina allora a Rigby e Mordecai di sbarazzarsi di esso, allora i giardinieri decidono di creare una canzone che si scontri con l'altra uccidendo la videocassetta. Il piano funziona, ma Rigby si fissa con la canzone inventata da i giardinieri.

## La fidanzata di Muscle Man
Mordecai e Rigby si lamentano con Muscle Man siccome non lavora, rimane sempre in camera a piangere per qualcosa che tiene segreto. Quando Benson si lamenta con Mordecai perché non hanno tagliato il prato, esso rivela che quello era il compito di Muscle Man che però è rimasto in camera, Mordecai e Rigby vanno nella roulotte di Muscle Man che mangiando un gelato rivela che la sua fidanzata lo ha lasciato. Mordecai e Rigby decidono di chiedere alla ragazza di Muscle Man, Starla, di rimettersi con il mostro ma la donna rifiuta spiegando i suoi ovvi motivi. Allora Mordecai e Rigby decidono di invitare a cena segretamente i due, ma si presenta solo Starla che si sente offesa e si arrabbia iniziando a distruggere tutto, Mordecai e Rigby si recano alla roulotte di Muscle Man che decide di uscire e di calmare la donna che infine cade tra le sue braccia. Benson dice a Mordecai e Rigby che ora sarebbero stati a loro a pagare i danni.

## Doug
Benson sgrida ancora una volta Mordecai e Rigby siccome sono due fannulloni e devono anche ripagare i danni fatti da Starla. I due decidono allora di aprire un chiosco di limonata dove incontrano Doug, un procione come Rigby. I due allora decidono di assumerlo come giardiniere capendo che potrebbe fare il lavoro che loro non fanno. Tuttavia Mordecai si affeziona molto a Doug tanto che si scorda di Rigby non accorgendosi che Doug prende il suo posto tramutandosi in lui. Tuttavia quando Rigby chiama Skips insieme smascherano Doug, la polizia rivela che egli è in realtà un noto criminale e ringrazia i due fannulloni per averlo trovato.

## Parola bloccata
Mordecai e Rigby fanno il gioco della parola bloccata, Rigby ha la parola bloccata e viene snobbato da tutti siccome non vogliono prendere i pugni da Muscle Man e da Mordecai. Decide allora di chiedere aiuto a Skips che rivela un trucco, se avesse scritto il suo nome nello specchio del bagno si sarebbe liberato dalla maledizione. Esso decide di fare la cosa, Mordecai va da Skips per chiedere dove sia andato a Skips ed esso gli rivela costa sta per fare. Ormai troppo tardi un demone esce dallo specchio e cerca di uccidere Rigby, i due riescono a fuggire e a sconfiggere il mostro grazie all'aiuto di Skips. Alla fine Benson inizia a giocare a "Parola bloccata" bloccando il nome di Muscle Man.

## Ci vediamo lì
Muscle Man parla segretamente con Benson, Pops e Skips invitandoli ad una festa. Gli unici che non sanno la cosa sono Mordecai e Rigby che implorano di venire alla festa, alla fine Muscle Man li invita dopo che i due gli puliscono tutto la roulotte. Durante la festa i due incontrano Batti Dieci il fratello maggiore di Batti Cinque, i due vendono l'anima e diventano dei fantasmi, la cosa viene notata da Batti Cento il nonno dei due che gli spiega per liberarsi dalla maledizione, è salvare una vita umana. Ne approfittano per salvare, Muscle Man che si è finto male, tuttavia la maledizione non scompare e i due scoprono la cosa. Decidono allora di rassegnarsi tuttavia, quando Muscle Man si sente male ma sta volta davvero, i due non accettano inizialmente ma poi lo salvano tornando normali. Alla fine Muscle Man parla ancora una volta segretamente con gli altri, ma Mordecai e Rigby non interessa.

## Fammi un favore!
Mordecai e Rigby si iniziano a scambiare troppi favori. Quando un giorno si presentano al bar dove lavora anche Eileen Roberts e Margaret, Rigby ricorda a Mordecai che gli deve molti favori. Così invita le due al cinema, poi obbliga Mordecai a dire loro di rimanere a casa. Rigby esagera con i favori dicendo a Mordecai che deve dire a Margaret che l'ama, ma egli non vuole dirlo e se non presterà il favore si distruggerà tutto il mondo. Così si inizia a sgretolare la casa e con difficoltà Mordecai dice a Margaret che l'ama, alla fine Margaret spiega a lui che non è il tipo e se ne va insieme ad Eileen che bacia sulla guancia Rigby. Benson dice ora a Rigby che deve fare il favore di pulire tutto il disastro.

## Film dell'orrore
Benson cerca iniziative per guadagnare fondi extra per il parco. Incentiva i lavoratori dicendo loro che chi avrà l'idea vincente guadagnerà una paga-extra. Improbabilmente, vince l'idea di Mordecai e Rigby di proiettare un film dell'orrore nel cimitero del parco. Comperato un film sugli zombie in 3D, finiscono per imballare il proiettore che si scatena con effetti soprannaturali: i morti del cimitero prendono vita! Grazie all'effetto 3D nessuno si accorge di essere davvero in pericolo e Mordecai e Rigby, con l'aiuto di Skips e Muscle-man, fanno piazza pulita.

## Vero wrestling dal vivo
Mordecai e Rigby giocano ai Wrestler, dal momento che sono esauriti i biglietti per assistere all'evento "vero wrestilng dal vivo", Pops sopraggiunge ed è entusiasta della loro passione, che condivide. Perciò con grande sorpresa sfodera tre biglietti per l'agognato evento invitando i due a vederlo insieme. Per festeggiare anche Pops lotta con loro tuttavia si infortuna alla schiena e Benson ordina a Pops di rimanere a casa per riprendersi e a Mordecai e Rigby di badare al ferito Pops. I due, tuttavia, si svegliano nella notte per andare di nascosto all'evento, senza sapere che Pops li ha preceduti nelle intenzioni. I tre si ritrovano tutti casualmente all'incontro di wrestilng, ma per un malinteso vengono buttati sul ring dove affrontano i campioni veri in un ladder-match, che vincono grazie a Pops, dopo che una botta gli riallinea la schiena permettendogli di sfoggiare tutte le sue tecniche di wrestler professionista. Rientrati e sorpresi da Benson, la passeranno liscia sempre grazie all'eroe di serata, Pops, che si assumerà tutta la colpa per essere sgattaiolati via di nascosto.

## Braccio di ferro
L'episodio inizia in un obitorio dove il dottore comunica a i dipendenti del parco della morte del loro amico Rigby. I dipendenti del parco si congratulano con Skips il campione di "Braccio di ferro", tuttavia a Rigby questa cosa non va bene e decide di comprare un braccio di ferro reale, Rigby diventa il nuovo campione e Skips inizia ad essere snobbato. Tuttavia lo yeti scopre il trucco del collega, decide di usarlo anche lui e facendo un'altra partita lo batte facendogli così male al punto di farlo morire. Riprendendo l'inizio dell'episodio, Skips decide di chiamare il Dio della morte di braccio di ferro, facendo una partita contro di lui vincendola riprende la vita di Rigby.

## Il lavoro di squadra
Muscle Man insieme a Batticinque Mordecai e Rigby decide di partecipare ad un concorso per vincere una macchina. L'organizzatore scopre che i 4 collaborano per accaparrarsela perciò li mette l'uno contro l'altro con successo. Nella notte li congela per prolungare a dismisura la durata del concorso e ricevere più audience. La trovata funziona e il concorso va avanti duemila anni. Risvegliatisi nel museo dedicato al concorso, dove loro erano esposti come "i concorrenti", cercano una macchina del tempo per tornare indietro e riavere le loro vite normali.

## Un gruppo di pulcini
Un giorno Mordecai e Rigby devono pulire la fontana del parco, dove però trovano quattro piccoli e adorabili pulcini. Benson gli dice di trovargli una sistemazione: allora provano ad affidarli rispettivamente a Margaret, Eileen e alla Riserva di Animali, ma vengono ogni volta respinti per vari motivi. Mettono, perciò, degli annunci per farli adottare. A raccogliere l'appello è un losco figuro di nome Sbarazzatutto, tuttavia i due non se ne fidano e decidendo di tenerli di nascosto, dal momento che nemmeno Benson li avrebbe voluti tra i piedi. Un giorno ricevono una telefonata dalla madre dei pulcini, i due decidono di restituirli, ma si accorgono che Sbarazzatutto  è tornato indietro per rapirli. Insieme alla mamma, Mordecai e Rigby tentano di lottare per riprendere i gialli pulcini, ma tutti hanno la peggio; solo allora i pulcini, non sopportando di vedere i propri cari feriti si trasformano in un gigante karateka mezzo uomo mezza aquila e polverizzano Sbarazzatutto, così da poter tornare a casa con la propria mamma.

## Il più intelligente
Mordecai e Rigby si sfidano a chi è più intelligente, Rigby decide di riscriversi a scuola e scopre un siero che lo fa diventare intelligentissimo. Inizia così uno scontro intellettuale con Mordecai, il quale a sua volta assume il siero, ricoprendo la casa di numeri incomprensibili. Divenuti così intelligenti che numeri e linguaggio convenzionale diventano per loro troppo semplici da comprendere, cercano un modo per tornare a essere gli stessi di sempre. Rigby tenta perciò di bere il Rig-succo, una pessima miscela che aveva creato a inizio episodio auspicando di creare un cocktail con il proprio nome per passare alla ribalta. Il succo li riporta al consueto basso quoziente intelletivo e Benson ordina loro di pulire lo scompiglio creato dalla loro battaglia intelletiva.

## Il primo giorno
Mordecai e Rigby arrivano per la prima volta al parco per reclamare i due posti vacanti di custodi. Qui conoscono immediatamente Pops, il quale gli presenta la casa, che per loro è un paradiso, tranne che la loro stanza è vuota. Il giorno successivo intravedendo Benson e Pops intenti a gettare via una poltrona marrone, chiedono a Pops di poterla tenere. Tuttavia la poltrona è una sola, ed essa è desiderata sia da Mordecai, che da Rigby. Pops quindi consiglia di giocarla a sasso carta e forbici, con apprensione di Benson che dice che quello del "sasso carta forbici" è un gioco che tira fuori la cattiveria. Ormai in stallo da oltre 90 mani, con nessuno che riesce ad ottenere una vittoria decisiva vengono, irrompe una sorta di Dio di carta-forbici e decide di prendere la poltrona. Al termine di uno scontro che scaccia la maligna entità, la poltrona rimane tagliata in due, e il parco devastato. Benson minaccia i due protagonisti di licenziamento se non inizino subito con il lavoro e a rimettere in ordine lo scompigliato parco divano.

## Video su internet
Mordecai e Rigny aspettano il loro turno per utilizzare il PC in dotazione alla casa del parco. Muscle-man e Batticinque lo stanno usando per vedere video demenziali su internet. Mordecai e Rigby si uniscono a loro, ma Mordecai non trova divertenti i video; anzi sostiene che potrebbe realizzare un video che avrebbe ricevuto molte più visualizzazioni di quelli che Muscle-man ha mostrato loro. Muscle-man la prende sul personale, e li sfida a realizzare entro una settimana il video più visualizzato. Mentre ormai la vittoria sembra in tasca alla coppia rivale, Rigby e Mordecai sfoderano l'idea vincente, grazie anche alla partecipazione di Pops, che tuttavia viene rapito da un'anziana che sostiene di essere la custode di internet, il cui scopo è tutelare internet dagli user che caricano contenuti demenziali. Dopo uno scontro Mordecai e Rigby liberano tutti gli user intrappolati e riportano Pops a casa.

## La puzzola
Mordecai e Rigby devono raccogliere gli animali morti nel parco. Per incentivarli benson li dota di una tabella simile a quelle di tombola o bingo, su cui figurano gli animali da raccogliere. L'incentivo consiste nel fatto che se riusciranno ad affilare sulla tabella almeno cinque animali raccolti potranno fare pausa senza essere rimproverati. Durante l'incarico incontrano una Puzzola forzuta e nerboruta che spruzza rigby con i propri fetidi liquidi. La puzzola è mannara, perciò Rigby ha poco tempo prima di trasformarsi a sua volta in un esemplare simile e in modo permanente. Grazie a dell'estratto di pomodoro tornerà normale sia rigby che la puzzola mannara, responsabile della sua infezione.

## Il karaoke
Una notte di pura follia, Mordecai e Rigby ad un karaoke si esibiscono e molte persone presenti registrano il tutto. Il giorno dopo Benson fa vedere ai due la loro videocassetta, la stessa sera durante il karaoke, Mordecai e Rigby si occupano di prendere la videocassetta, mentre Pops canta. Dopo uno scontro con il capo del karaoke distruggono la cassetta. Il giorno dopo sembra che tutti si siano dimenticati della cosa, siccome stanno applaudendo ancora l'esibizione di Pops che secondo i due è pessima, mentre da un quadro il signor Maelleard li sta spiando, sorridendo.